# Mansfield Town Football Club 2013-2014
Questa voce raccoglie le informazioni riguardanti il Mansfield Town Football Club nelle competizioni ufficiali della stagione 2013-2014.

## Rosa
| N. |                              | Ruolo | Calciatore     |
| -- | ---------------------------- | ----- | -------------- |
| 1  | Inghilterra (bandiera)       | P     | Alan Marriott  |
| 2  | Inghilterra (bandiera)       | D     | Ritchie Sutton |
| 3  | Inghilterra (bandiera)       | D     | Paul Black     |
| 4  | Scozia (bandiera)            | D     | John Dempster  |
| 5  | Inghilterra (bandiera)       | D     | John McCombe   |
| 6  | Inghilterra (bandiera)       | D     | Martin Riley   |
| 7  | Inghilterra (bandiera)       | A     | Louis Briscoe  |
| 8  | Antigua e Barbuda (bandiera) | C     | Keiran Murtagh |
| 9  | Inghilterra (bandiera)       | A     | Matt Rhead     |
| 10 | Inghilterra (bandiera)       | C     | Lee Stevenson  |
| 11 | Inghilterra (bandiera)       | C     | Samuel Clucas  |
| 12 | Inghilterra (bandiera)       | D     | Ryan Tafazolli |
| 13 | Inghilterra (bandiera)       | C     | Anthony Howell |
| 14 | Inghilterra (bandiera)       | A     | Jake Speight   |
| 16 | Inghilterra (bandiera)       | D     | James Jennings |

| N. |                        | Ruolo | Calciatore        |
| -- | ---------------------- | ----- | ----------------- |
| 17 | Galles (bandiera)      | D     | Lee Beevers       |
| 18 | Inghilterra (bandiera) | A     | Ben Hutchinson    |
| 19 | Inghilterra (bandiera) | C     | Chris Clements    |
| 20 | Inghilterra (bandiera) | A     | Lindon Meikle     |
| 21 | Inghilterra (bandiera) | C     | Adam Murray       |
| 22 | Inghilterra (bandiera) | P     | Ian Deakin        |
| 23 | Inghilterra (bandiera) | C     | Jamie McGuire     |
| 24 | Inghilterra (bandiera) | A     | Calvin Andrew     |
| 25 | Inghilterra (bandiera) | C     | Godfrey Poku      |
| 26 | Scozia (bandiera)      | C     | Jack Blake        |
| 27 | Inghilterra (bandiera) | D     | George Pilkington |
| 28 | Inghilterra (bandiera) | A     | James Alabi       |
| 30 | Inghilterra (bandiera) | C     | Colin Daniel      |
| 33 | Inghilterra (bandiera) | P     | Liam Mitchell     |
| 36 | Inghilterra (bandiera) | A     | Ollie Palmer      |